# Hans Fries (Maler)

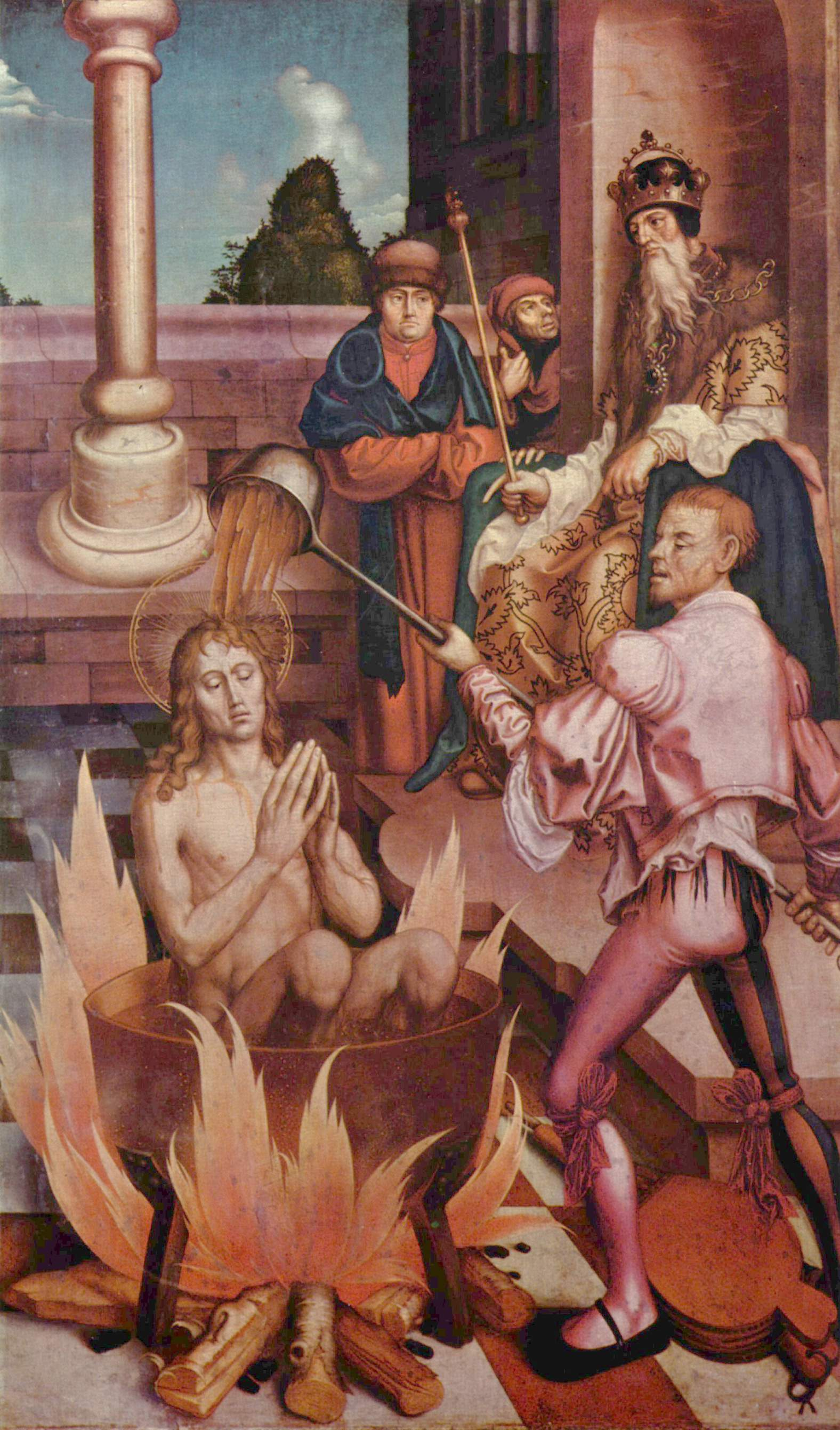
Hl. Johannes im Ölkessel

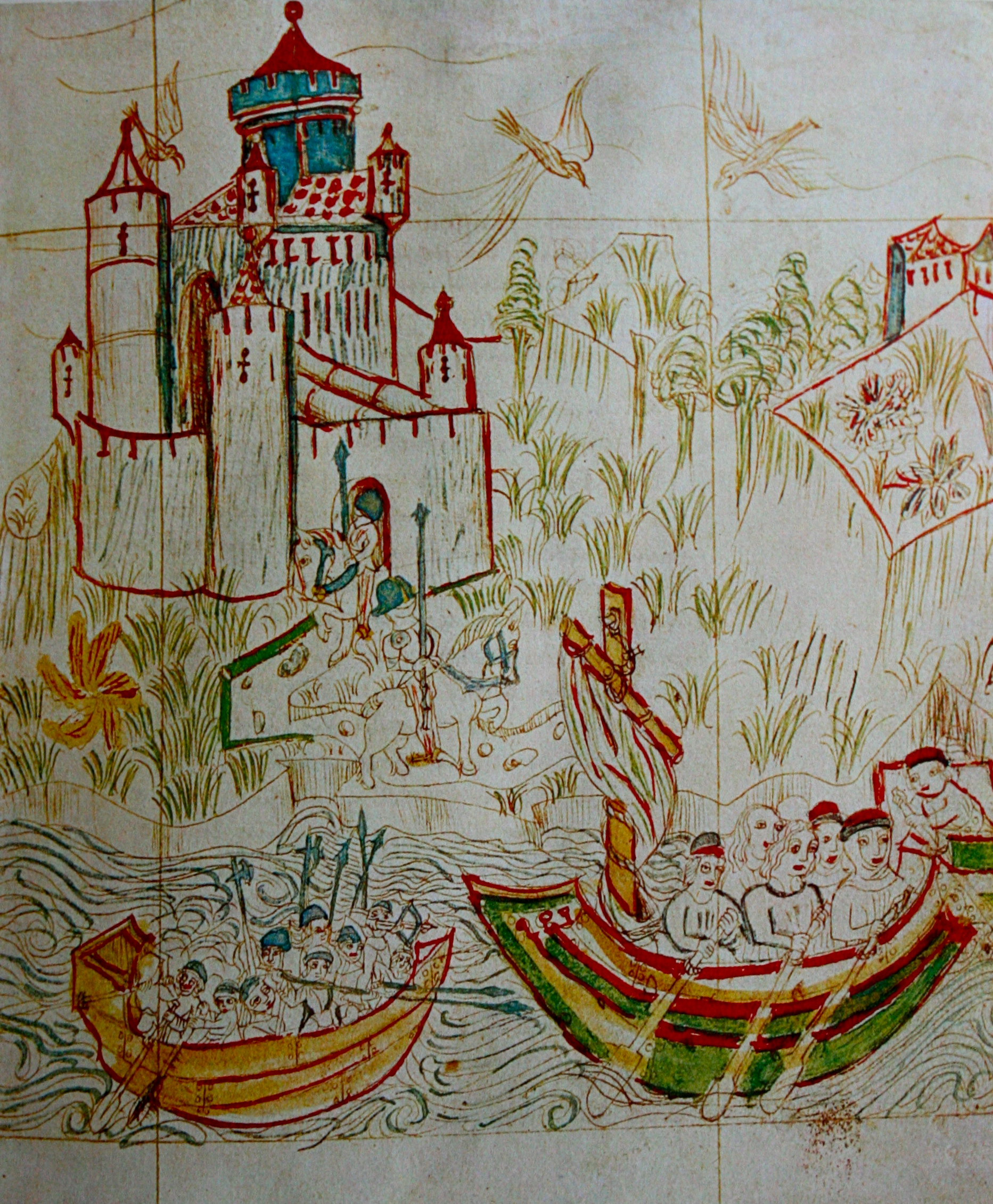
Aus der Freiburger Chronik von Peter von Molsheim: Überfall eidgenössischer Kaufleute auf dem Rhein durch Ritter Bilgri von Heudorf; 3. April 1473

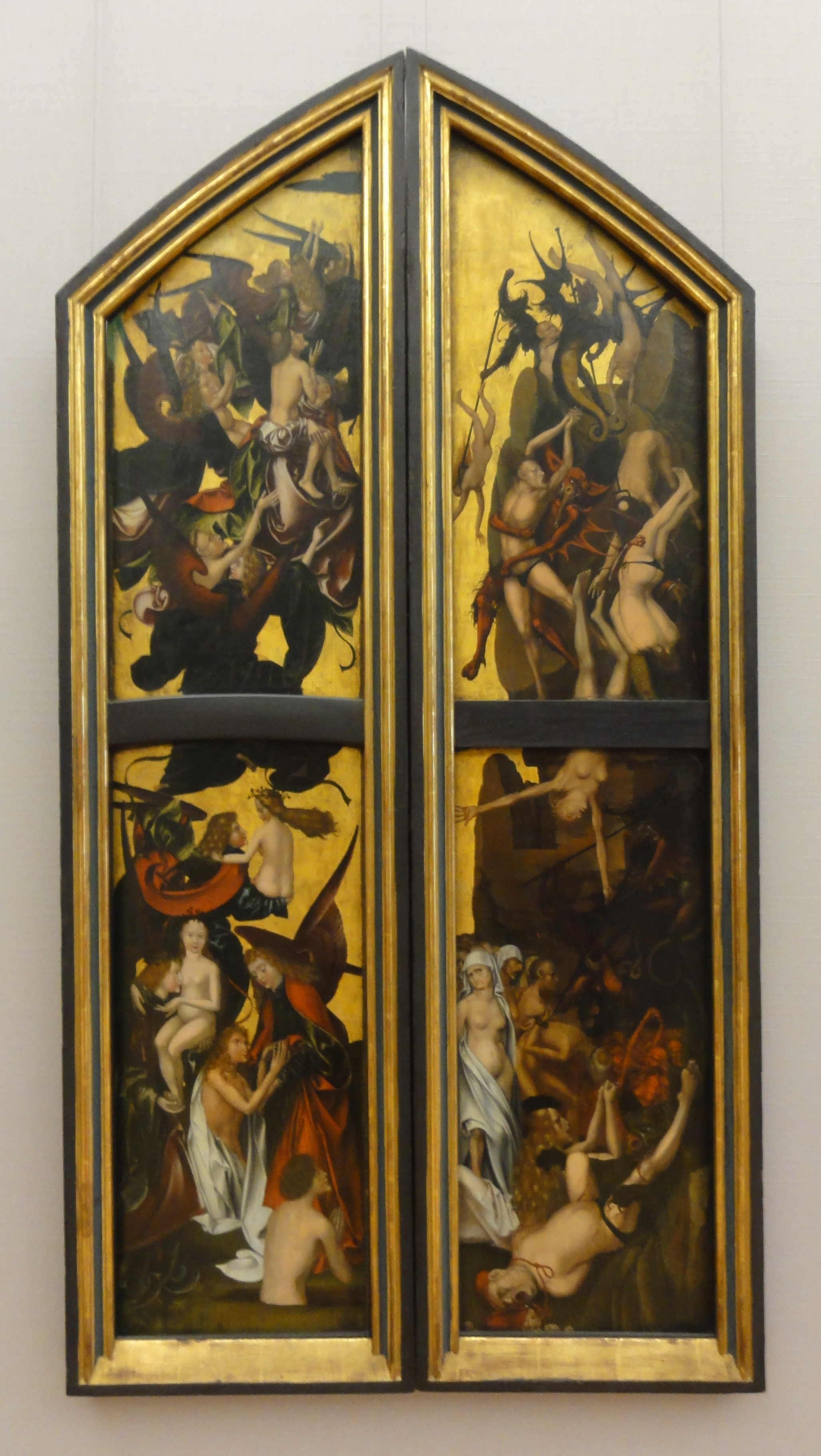
Das Jüngste Gericht (Fragment), 1501, von Hans Fries, Alte Pinakothek München

Hans Fries (* um 1460 in Freiburg im Üechtland; † um 1523 in Bern) war ein bedeutender Schweizer Maler vor der Reformation.

## Leben
Er war Sohn eines Bäckers. Sein erster erhaltener Malversuch als Dreizehnjähriger stammt aus dem Jahr 1478: In der vom Freiburger Peter von Molsheim begonnenen Freiburgerchronik der Burgunderkriege fertigte er einige Initialen und ein Vollbild; danach brach er seine Illustrationstätigkeit in der Chronik ab.
Ende der 1470er Jahre lernte Fries beim Berner Maler Heinrich Bichler. 1482 kehrte er nach Freiburg zurück, arbeitete an der Chronik Molsheims weiter und war mit anderen kleineren Arbeiten beschäftigt. Anschliessend begab er sich auf Wanderschaft; zunächst nach Basel, wo er sich als Zeichner von Holzschnitten betätigt zu haben schien. Nach einer Krise im Basler Druckergewerbe soll er über Süddeutschland bis ins Südtirol gekommen sein.
Nach seiner Rückkehr nach Freiburg wurde er 1501 zum Stadtmaler ernannt; später wurde er Ratsherr. In dieser Zeit gestaltete er viele Altäre. Um 1510 zog er nach Bern, wo er 1523 zum letzten Mal genannt wurde.

## Werke (Auswahl)
- Christus unter der Last des Kreuzes, 1502 (Leinwand, 81 × 164 cm; Bern, Kunstmuseum, Inv. Nr. 1184)[2]
- Hl. Barbara (Altarflügel), 1503 (Holz, 98 × 67 cm; Freiburg im Üechtland, Museum für Kunst und Geschichte Freiburg)
- Hl. Christophorus (Altarflügel), 1503 (Holz, 98 × 67 cm; Freiburg im Üechtland, Museum für Kunst und Geschichte Freiburg)
- Hl. Margareta (Altarflügel), um 1505 (Holz, 97 × 30 cm; Freiburg im Üechtland, Museum für Kunst und Geschichte Freiburg)
- Hl. Nikolaus (Altarflügel), um 1505 (Holz, 97 × 30 cm; Freiburg im Üechtland, Museum für Kunst und Geschichte Freiburg)
- Johannesretabel, um 1507
  - Flügelaussenseite: Johannes trinkt den Giftbecher (Holz, 130 × 32 cm; Zürich, Schweizerisches Landesmuseum)
  - Flügelinnenseite: Zwei Johannes-Visionen (Holz, 130 × 32 cm; Zürich, Schweizerisches Landesmuseum)
- Marienretabel, 1512
  - Der zwölfjährige Jesus im Tempel aus dem unteren Register der linken Flügelinnenseite (Nadelholz 108,4 × 57,8 cm; Basel, Kunstmuseum Basel)
  - Joachim und Anna wählen ein Opferlamm aus dem oberen Register der linken Flügelaussenseite (Nadelholz, 87,5 × 56,5 cm; Basel, Kunstmuseum Basel)
- Krönung der Maria (Altarflügel) (Leinwand, 106,5 × 63,5 cm; Hamburg, Kunsthalle, Inv. Nr. HK-750)
- Johannes-Triptychon, 1514
  - linker Flügel aussen: Predigt Johannes des Täufers vor Herodes (Holz, 124 × 76 cm; Basel, Kunstmuseum Basel)
  - linker Flügel innen: Enthauptung Johannes des Täufers (Holz, 124 × 76 cm; Basel, Kunstmuseum)
  - rechter Flügel innen: Hl. Johannes im Ölkessel (Holz, 125 × 75 cm; Basel, Kunstmuseum)
- Kreuzallegorie, um 1515 (Holz, 148 × 98 cm; Freiburg im Üechtland, Museum für Kunst und Geschichte Freiburg)

## Literatur

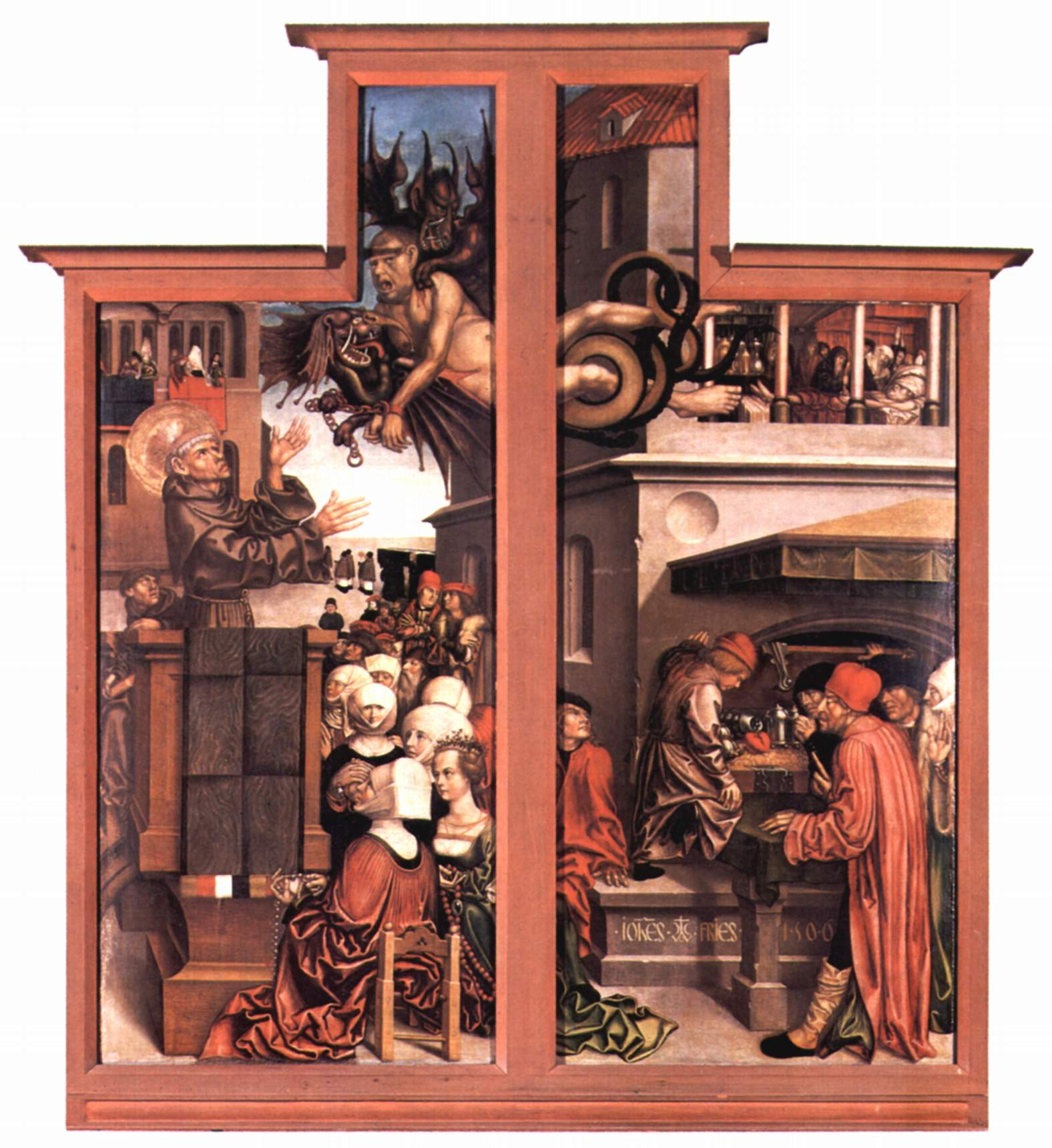
Predigt des Hl. Antonius von Padua